# Low Water Beck
Der Low Water Beck ist ein Wasserlauf im Lake District, Cumbria, England.
Der Low Water Beck entsteht als Abfluss des Low Water. Er fließt in östlicher Richtung und mündet in den Levers Water Beck.